# Backlash 2002
Backlash 2002 was een pay-per-viewevenement in het professioneel worstelen dat georganiseerd werd door World Wrestling Federation (WWF). Dit evenement was de vierde editie van Backlash en vond plaats in de Kemper Arena in Kansas City (Missouri) op 21 april 2002.
De belangrijkste gebeurtenis was een match voor de Undisputed WWF Championship tussen de kampioen Triple H en Hulk Hogan. Hulk Hogan won de match en werd zo Undisputed WWF Champion.

## Resultaten
| Nr.                                                                          | Match | Winnaar(s)                |
| ---------------------------------------------------------------------------- | --- | ------------------------- |
| -                                                                            | Justin Credible & Steven Richards vs. The Big Show in een Handicap Match                                       | The Big Show              |
| 1                                                                            | Billy Kidman (c) vs. Tajiri (met Torrie Wilson) in een een-op-eenmatch voor het WWF Cruiserweight Championship | Tajiri (nc)               |
| 2                                                                            | Scott Hall (met X-Pac) vs. Bradshaw (met Faarooq) in een een-op-eenmatch                                       | Scott Hall                |
| 3                                                                            | Jazz (c) vs. Trish Stratus in een een-op-eenmatch voor het WWF Women's Championship                            | Jazz (c)                  |
| 4                                                                            | Brock Lesnar (met Paul Heyman) vs. Jeff Hardy in een een-op-eenmatch                                           | Brock Lesnar              |
| 5                                                                            | Edge vs. Kurt Angle in een een-op-eenmatch                                                                     | Kurt Angle                |
| 6                                                                            | Rob Van Dam (c) vs. Eddie Guerrero in een een-op-eenmatch voor het WWF Intercontinental Championship           | Eddie Guerrero (nc)       |
| 7                                                                            | The Undertaker vs. Stone Cold Steve Austin in een een-op-eenmatch met Ric Flair als special guest referee      | The Undertaker            |
| 8                                                                            | Billy en Chuck (c) (met Rico) vs. Maven & Al Snow in een tag team match voor het WWF Tag Team Championship     | Billy en Chuck (c)        |
| 9                                                                            | Triple H (c) vs. Hollywood Hulk Hogan in een een-op-eenmatch voor het Undisputed WWF Championship              | Hollywood Hulk Hogan (nc) |
| (c) huidige kampioen voor en na de match \| (nc) nieuwe kampioen na de match | |                           |